# Eric Betzig

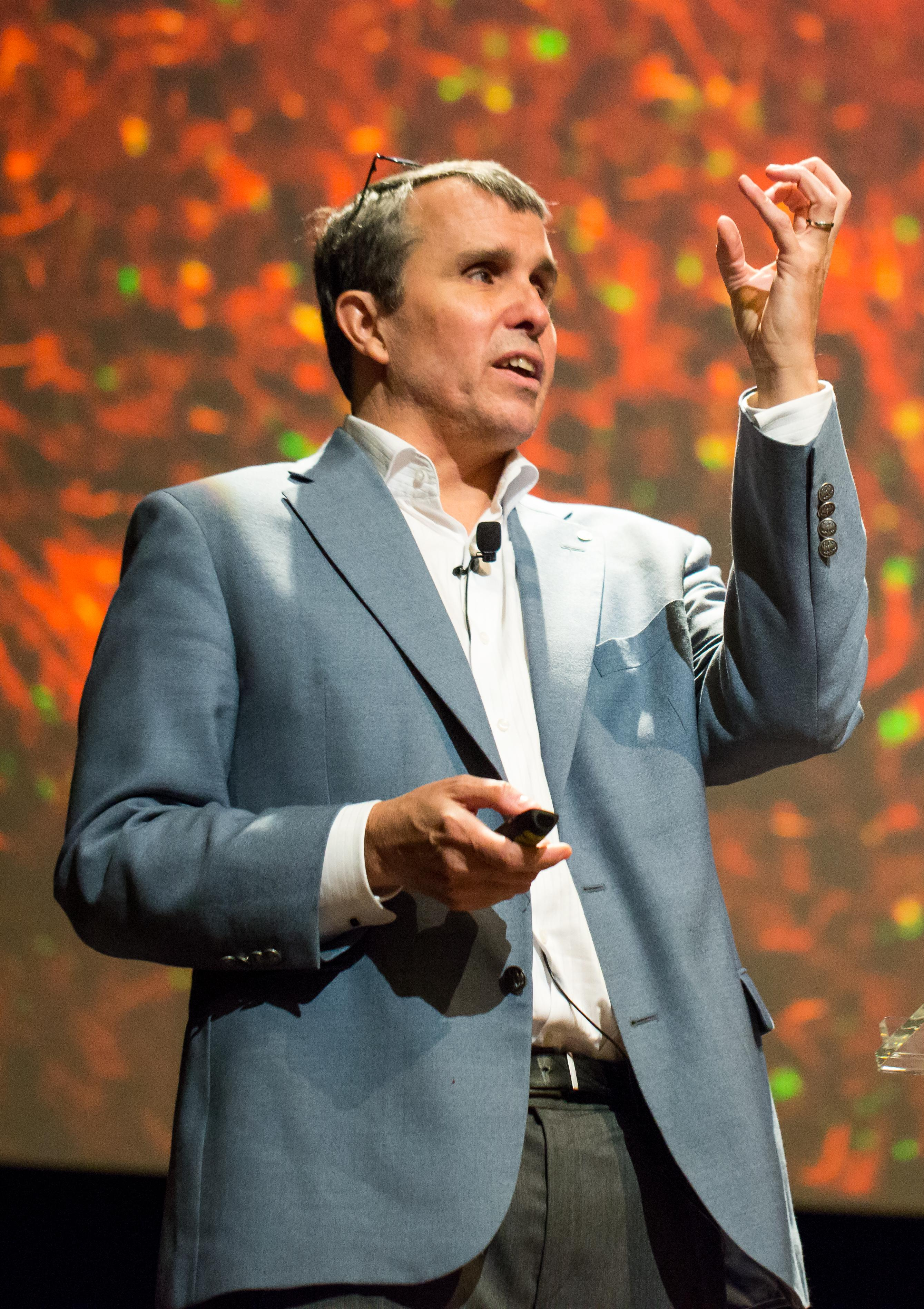
Eric Betzig (2015)

Robert Eric Betzig (* 13. Januar 1960 in Ann Arbor) ist ein US-amerikanischer Physiker. 2014 erhielt er gemeinsam mit Stefan W. Hell und William E. Moerner für die Entwicklung superauflösender Fluoreszenzmikroskopie den Nobelpreis für Chemie.

## Leben
Eric Betzig erwarb den Bachelor of Science in Physik vom California Institute of Technology (Juni 1983), den Master of Sciences in Angewandter Physik an der Cornell University (Januar 1985) und den Ph.D. für angewandte Physik von der Cornell University (August 1988) bei Michael Isaacson. Er arbeitete von 1988 bis 1994 in den Bell Laboratories auf dem Gebiet der optischen Nahfeldmikroskopie und gilt mit Dieter Pohl als einer der Begründer der NSOM-Technologie (in Europa SNOM abgekürzt). Seine Forschungen steigerten das Auflösungsvermögen bis zu einem Vierzigstel der optischen Auflösungsgrenze. Von 1994 bis 1996 war er als Forscher und Berater für sein Unternehmen NSOM Enterprises tätig. Anschließend kehrte er der optischen Forschung für fast zehn Jahre den Rücken und arbeitete im Bereich Maschinenbau für die familieneigene Ann Arbor Machine Company (1996–2002). Er ist Inhaber von New Millennium Research, für die er von 2002 bis 2005 als Forscher und Berater arbeitete.
Seit Dezember 2005 ist Betzig Leiter einer Forschungsgruppe am Janelia Farm Research Campus des Howard Hughes Medical Institute. Im Jahr 2007 erhielten die deutsche Firma Carl Zeiss und Eric Betzig zusammen mit Harald Hess die Exklusivrechte der Vermarktung des PALM-Verfahrens in der Fluoreszenzspektroskopie, das die Beobachtung von Zellstrukturen ab einer Größe von 20 nm ermöglicht.

## Auszeichnungen (Auswahl)
1992 erhielt Betzig den William L. McMillan Award und den 1993 den William O. Baker Award for Initiatives in Research. 2010 wurde ihm der Max Delbruck Prize verliehen, er lehnte jedoch die Annahme des Preises ab, damit Xiaowei Zhuang den Preis erhalten konnte, die den Preis seiner Meinung nach besser verdient hat. 2014 wurde er für die Entwicklung der hoch auflösenden („Superresolution“) Fluoreszenzmikroskopie zusammen mit Stefan Hell und William E. Moerner mit dem Nobelpreis für Chemie ausgezeichnet. 2015 wurde Betzig in die National Academy of Sciences gewählt. Seit 2016 ist er Mitglied der Päpstlichen Akademie der Wissenschaften. 2024 wurde Betzig in die National Inventors Hall of Fame aufgenommen.

## Schriften
- mit A. Lewis, A. Harootunian, M. Isaacson, E. Kratschmer: Near Field Scanning Optical Microscopy (NSOM), Biophys. J., Band 49, 1986, S. 269.
- Non-destructive optical imaging of surfaces with 500 ångstrom resolution. Ithaca 1988, bibcode:1988PhDT.......149B (Dissertation).
- mit Jay K. Trautman: Near-Field Optics: Microscopy, Spectroscopy, and Surface Modification Beyond the Diffraction Limit, Science, Band 257, 1992, S. 189–195, Abstract
- mit George H. Patterson, Rachid Sougrat, O. Wolf Lindwasser, Scott Olenych, Juan S. Bonifacino, Michael W. Davidson, Jennifer Lippincott-Schwartz, Harald F. Hess: Imaging Intracellular Fluorescent Proteins at Nanometer Resolution. In: Science. Vol. 313, Nr. 5793, September 2006, S. 1642–1645